# بنعفول
بنعفول هي إحدى القرى اللبنانية من قرى قضاء صيدا في محافظة الجنوب.

## الموقع والخصائص
تقع بنعفول في قضاء صيدا على متوسط ارتفاع 300 م عن سطح البحر، وعلى مسافة 56 كلم عن بيروت, و17 كلم عن صيدا، يمكن الوصول للبلدة من خلال عدة طرق- طريق صيدا-درب السيم- مغدوشة-عرنابا-زيتا. أو صيدا-الغازية-قناريت.
```
يحدها من الجنوب الشرقي بلدة حومين التحتا ومن الجنوب الغربي قرية جنجلايا وقرية القنيطرة ومن الغرب بلدة قناريت ومن الشمال الغربي بلدة عنقون وبلدة زيتا.
مساحة أراضيها 341 هكتاراً.
زراعاتها: حمضيات وكروم عنب. 
```

عدد سكانها المسجلين حوالي 2700 نسمة من أصلهم حوالي 1000 ناخباً, في بنعفول مختار واحد (حسين عبد النبي) وبلدية يترأسها (الحج توفيق الرز ).

## الاسم والآثار
وضع فريحة احتمال أن يكون أصل الاسم فينيقياً ومعناه أبناء التل، أو أبناء الهضبة. وقد يكون «فول» اسم إله فينيقي فيكون المعنى في هذه الحالة أتباع فول. ولكن نلاحظ أن فريحة قد أهمل حرف العين في تحليله للإسم . التقليد في القرية يعتبر أن الاسم تركي وأن له علاقة بزراعة الفول، ولكننا نلفت إلى أن اسم نبتة الفول فارسي وليس تركياً. ولكنّ بقايا الخزفيات والنواويس والحجارة المشغولة التي وجدت في أرض بنعفول التي كانت تابعة لصيدا في الحقبة الفينيقية تجعلنا نميل إلى ردّ الاسم إلى السامية القديمة.

## عائلاتها
الرز، عبد النبي، أبو غزالة، جبور, كسروان، كسرواني, فرحات، الخنساء, شاهين، يونس, منصور، جابر, زيعور، شكرون, بدوي، عيسى, عساف، ديب, بلوط، بعلبكي, كحيل، شبو, الحاج، مشموشي, غدار، حسن, منذر، ياسين, دياب، مسيلب, شكر,